# Henriette Mendel
Auguste Henriette Mendel, baroană de Wallersee (n. 31 iulie 1833, Darmstadt, Marele Ducat Hessa – d. 12 noiembrie 1891, München, Imperiul German), a fost o actriță germană și soția ducelui Ludwig de Bavaria .

## Biografie
Henriette a fost actriță la Teatrul Curții Ducale din Hessa, la Darmstadt și la Augsburg. Ea s-a îndrăgostit de ducele Ludwig de Bavaria, fratele cel mare al împărătesei Elisabeta a Austriei. Relația dintre cei doi a fost dificilă deoarece familia ducelui se aștepta ca Ludwig să se căsătorească cu o persoană care să corespundă statului său. Abia după ce pe 24 februarie 1858 s-a născut fiica lor nelegitimă Marie Louise (devenită ulterior contesa Larisch-Moennich), a avut loc o apropiere de familia ducală. Karl Emanuel, cel de-al doilea copil, s-a născut pe 9 mai 1859, însă a murit pe 1 august 1859. Cuplul nu a mai avut alți copii. Henriette a fost înnobilată primind titlul de „baroană de Wallersee”. Acest titlul era ereditar, deci putea fi moștenit de descendenți. Căsătoria morganatică dintre Henriette baroană de Wallersee și ducele Ludwig de Bavaria a avut loc pe 28 mai 1859 la Augsburg. Când Ludwig s-a căsătorit cu Henriette, el a trebuit să renunțe la dreptul său de prim născut (primogenit) pierzând astfel o mare parte din avere și rangul de duce pe care l-ar fi moștenit. Ulterior Henriette a fost foarte iubită de familia în care ea s-a făcut de multe ori utilă.
Înainte de sinuciderea prințului moștenitor Rudolf al Austriei în 1889, fiica Henriettei, Marie Louise, s-a lăsat prinsă în relația amoroasă dintre Rudolf și Mary Vetsera, fiind ulterior repudiată de familia imperială pentru totdeauna. 
Henriette a murit de cancer în 1891.

## Descendenți
- Marie Louise von Wallersee (1858–1940), începând din 1877 contesă Larisch-Moennich
- Karl Emanuel (n./ d. 1859)